# Tridrepana albonotata
Tridrepana albonotata es una polilla de la familia Drepanidae descrita por Frederic Moore en 1879. Es posible encontrarla en India, Nepal, Vietnam, Sri Lanka, Malasia peninsular, Sumatra, Borneo, Java, Bali y Célebes.

## Descripción
En la hembra, el cuerpo es de color marrón castaño con un matiz violáceo. Las alas anteriores presentan bandas fuscas antemediales y postmediales maculadas indistintas. Dos manchas blancas con contornos oscuros presentes en el extremo de la célula. Restos de una serie submarginal de manchas oscuras. Una mancha oscura en el margen exterior debajo del ápice. Las alas posteriores presentan marcas similares. Una mancha blanca en el extremo de la célula.

## Subespecies
- Tridrepana albonotata albonotata (India, Nepal, Vietnam)
- Tridrepana albonotata ferrea (Hampson, 1892) (Sri Lanka)
- Tridrepana albonotata angusta Watson, 1957 (Malasia peninsular, Sumatra, Borneo)
- Tridrepana albonotata rotunda Watson, 1957 (Java, Bali)
- Tridrepana albonotata celebesensis Watson, 1957 (Célebes)